# Astronomy and Astrophysics Abstracts
Astronomy and Astrophysics Abstracts (AAA) war eine englischsprachige astronomische Fachzeitschrift, die in den Jahren 1969 bis 2000 zweimal jährlich erschienen ist. 
AAA hatte es sich zur Aufgabe gesetzt, durch Zusammenfassungen über die wissenschaftliche Literatur in den Bereichen Astronomie, Astrophysik und benachbarter Forschungsfelder weltweit zu berichten. Ziel war die Auflistung aller Originalveröffentlichungen dieser Gebiete und ihre Erschließung über Stichworte und kurze Zusammenfassungen.
Sie hat die Zeitschrift Astronomischer Jahresbericht der Jahre 1899 bis 1968 abgelöst. AAA wurde durch das Astronomische Rechen-Institut Heidelberg veröffentlicht und produziert, seit 1988 in Zusammenarbeit mit dem Fachinformationszentrum Karlsruhe und seit 1995 mit der Institution of Electrical Engineers (IEE). AAA wurden unter Federführung der Internationalen Astronomischen Union aufbereitet.
Heute ist die Aufgabe von AAA für die Erschließung der Fachliteratur auf Datenbasen wie das Astrophysics Data System übergegangen.